# Banksia aquilonia
Banksia aquilonia är en tvåhjärtbladig växtart som först beskrevs av Alexander Segger George 1981, som en variant av Banksia integrifolia. Växten klassificerades senare som en egen art och fick sitt nu gällande namn av George 1996. Banksia aquilonia ingår i släktet Banksia och familjen Proteaceae. Inga underarter finns listade i Catalogue of Life.

## Utseende
Banksia aquilonia är en hög buske eller litet träd som vanligtvis blir ungefär 8 meter hög, men enstaka växter kan bli 15 meter höga. Barken är fårad och hård och grå till färgen.
B. aquilonia har smala, glänsande gröna blad och är 5–20 centimeter långa. Växten blommar på hösten (mars-juni) med gula blommor som är 6-10 långa som uppträder i kolvar. Varje kolv får ungefär 50 frukter med vardera två frön.

## Utbredning
Arten hör hemma i norra Queensland längs Australiens kust, från Cedar Bay nationalpark ner till Paluma Range nationalpark.